# Isoquinolina
Isoquinolina é um composto orgânico heterocíclico aromático. É um isômero estrutural da quinolina.  Isoquinolina e quinolina são benzopiridinas, as quais são compostas de anel benzeno fundido a um anel piridina. Num sentido mais amplo, o termo isoquinolina é usado para fazer referência a derivados de isoquinolina. 1-Benzilisoquinolina é a espinha dorsal estrutural que ocorre em alcalóides  naturalmente, incluindo a papaverina. O anel de isoquinolina nestes composto naturais deriva da aminoácido aromático tirosina.

## Propriedades
Isoquinolina é um líquido incolor e higroscópico a temperatura ambiente com um odor desagradável e penetrante. Amostras impuras podem apresentar coloração acastanhada, omo é típico para heterocíclicos de nitrogênio. Cristaliza-se em plaquetas que têm uma baixa solubilidade em água, mas se dissolve bem em etanol, acetona, éter dietílico, dissulfeto de carbono e em outros solventes orgânicos comuns. Também é solúvel em ácidos como os derivados protonados.
Sendo um análogo da piridina, isoquinolina é uma base fraca, com um pKb de 5,1. Protona-se formando sais por tratamento com ácidos fortes, tais como o HCl. Forma adutos com ácidos de Lewis |acid, tais como BF3.